# Didymoteicho

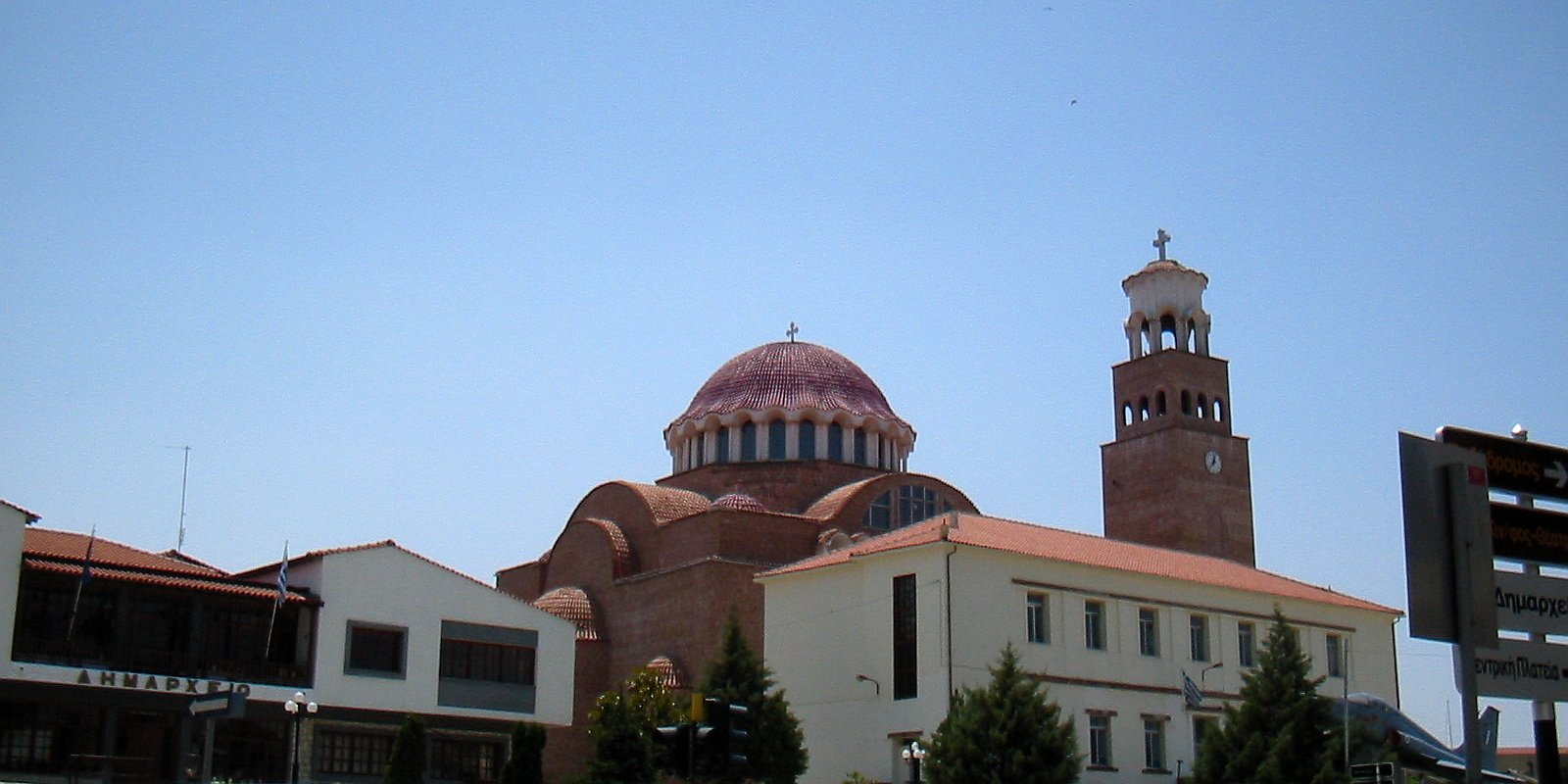
Church of Panagia Eleftherotria in Didymoteicho.

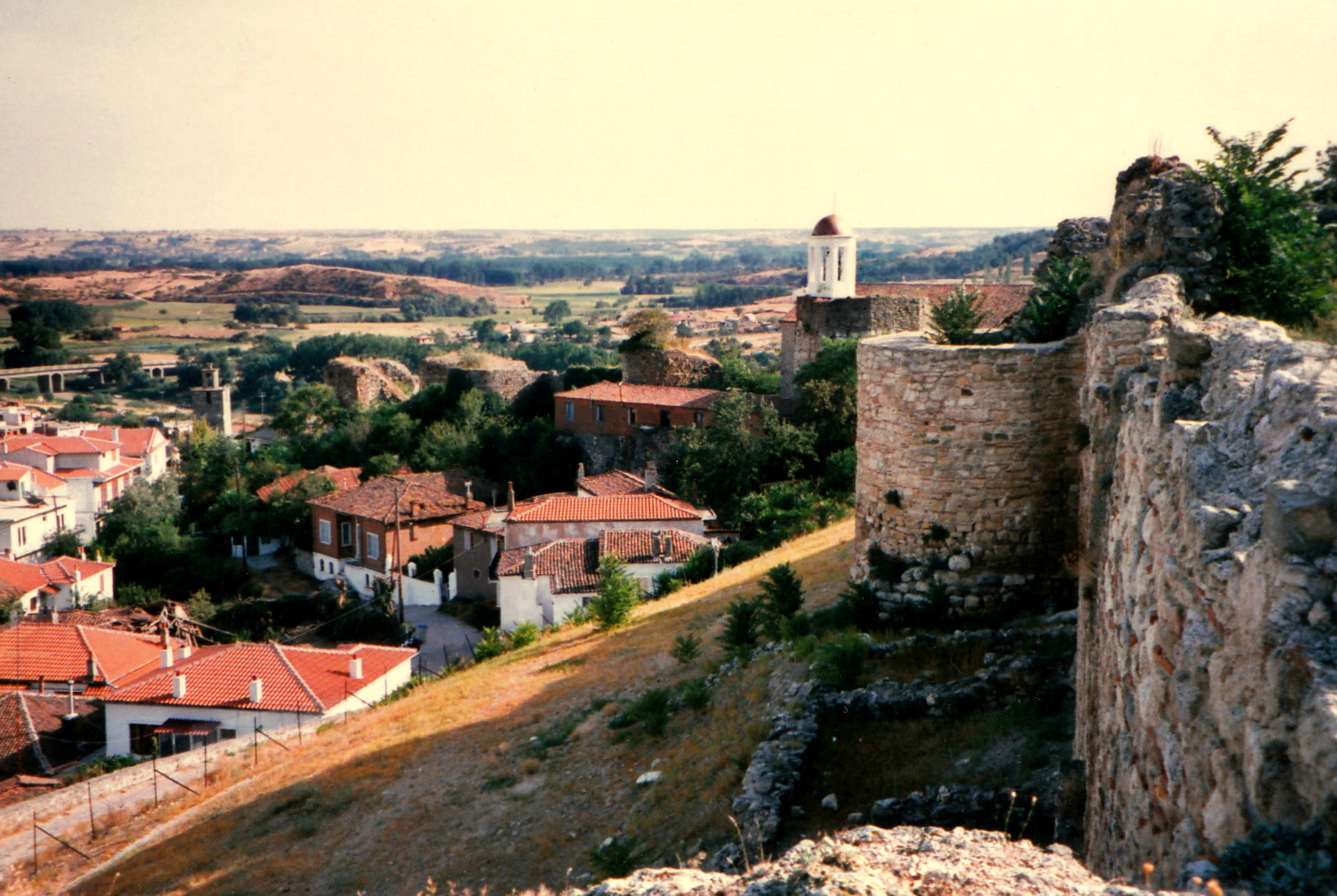
Castles of Dydymoteicho

Didymóteicho (în greacă Διδυμότειχο, pronunție în greacă modernă [ðiðiˈmotixo]) este un oraș din regiunea Evros a Greciei.
Populația orașului este de 9.637 de oameni. Este situat la 85 de km de Alexandroupoli capitala regiunii și la 2 km de granițele cu Turcia.
Există mai multe teorii despre proveniența numelui, una spune că numele a luat naștere de la zidurile gemene pe care le are castelul Καλε,iar cealaltă teorie spune că datorită orașelor îngemănate de pe cele două dealuri ,dealul Αγια Πετρα care era orașul roman Πλωτινουπολη și Kαλε, care este orașul Didimoticho.
Didimoticho este construit la intersecția râurilor Evros și Erithropotamos ,la 891 km de Atena,95 km de Alexandroupoli și 40 km de granița cu Bulgaria.
Râul Evros reprezintă granița naturală cu Turcia. Imaginea modernă a caselor este datorată extinderii orașului în cursul anilor în afara acropolei,care este orașul vechi,Kales sau Kastro.

## Istorie
În octombrie 1352, aici a avut loc Bătălia de la Didymoteicho, prima bătălie importantă din Europa între otomani și europeni.